# Louis-Édouard Cestac
Pour les articles homonymes, voir Cestac.
Louis-Édouard Cestac (Bayonne, 6 janvier 1801 - Anglet, 27 mars 1868) est un prêtre fondateur des Servantes de Marie d'Anglet et reconnu bienheureux par l'Église catholique. Il est fêté le 27 mars.

## Le prêtre
Louis-Édouard naît à Bayonne le 6 janvier 1801 au numéro 45 de la rue Mayou (aujourd'hui 57 rue d'Espagne). Son père, Dominique Cestac, ancien « chirurgien de la marine », est devenu chirurgien de la ville et des prisons. Sa mère, Jeanne Amitessarobe, est d'ascendance basque espagnole.
Il a une sœur aînée, Marianne, et une cadette, Élise (1811-1849) qui deviendra sa collaboratrice.
Vocation précoce, Louis-Édouard Cestac commence ses études à l'école Saint-Léon de Bayonne, où il côtoie Michel Garicoïts, puis au petit séminaire d'Aire-sur-Adour, devient séminariste à Bayonne et, enfin, au grand séminaire de Saint-Sulpice à Paris, avant d'être renvoyé dans le Sud-Ouest pour raisons de santé. Il est nommé au Petit Séminaire de Larressore. Tout en poursuivant sa formation ecclésiastique, il devient professeur. Il est ordonné diacre le 26 juin 1825 et prêtre le 17 décembre 1825, à l'âge de 24 ans.
Le 27 août 1831, l'abbé Cestac est nommé vicaire à la cathédrale de Bayonne, à l'âge de 30 ans.

## Inventif pour les pauvres
La nomination à la cathédrale est le tournant de la vie de l'abbé, qui se voit confier « l'apostolat extérieur ». De son propre témoignage, le spectacle de la misère des orphelines des faubourgs l'émeut et le pousse à soulager ces enfants. Il fonde pour elles un foyer d'accueil dès 1836, dans une maison prêtée par la ville de Bayonne et dénommée Le Grand Paradis.
Dès l'année suivante, il se trouve engagé au service des jeunes femmes qui souhaitent quitter la prostitution. Pour elles, il achète le 24 novembre 1838, et à crédit, un domaine agricole situé à Anglet : le domaine Châteauneuf qu'il appellera Notre-Dame du Refuge. Avec quelques éducatrices bénévoles, il organise pour ces jeunes femmes, appelées à l'époque « pénitentes », un projet d'éducation fondé sur l'amour de Marie, la liberté et le travail.

## Fondateur d'une congrégation
En 1842, les quatorze premières collaboratrices se consacrent à Dieu par des vœux religieux. L'abbé Cestac leur donne une règle de vie qu'il a écrit à la Trappe de Melleray en 1839 et à Bétharram en 1841, chez le Père Michel Garicoïts son ami. La congrégation des Servantes de Marie est ainsi fondée le 6 janvier 1842.
Parmi ces premières Servantes de Marie, retenons trois noms :
- Élise Cestac, sœur Marie-Madeleine, sœur et filleule du fondateur, considérée comme cofondatrice ;
- Gracieuse Bodin, sœur Marie-François de Paule, qui, à 20 ans, accepta d'accompagner les premières prostituées accueillies. Elle sera la première Supérieure générale de la congrégation ;
- Marie Supervielle, sœur Marie-François de Sales, qui organisa le travail dans la communauté naissante de Notre-Dame du Refuge.

Le 12 décembre 1851, naît la branche contemplative des Solitaires de Saint Bernard ou Bernardines. Cette branche accueille les « pénitentes » désireuses d'une vie religieuse vouées à la prière et au travail dans la solitude. Elles tiennent leur nom de l'austérité de leur vie, qui évoque la règle cistercienne.
À partir de 1852, après la reconnaissance officielle de la congrégation par un décret du 14 décembre 1852, il envoie ses religieuses dans de nombreux villages ruraux pour ouvrir une école (120 écoles – 10 départements). Pour ses jeunes institutrices, il invente une méthode de lecture.
L'impératrice Eugénie est venue prier à la chapelle de paille de Saint Bernard (à Anglet) pour demander un fils. L'abbé Cestac assura publiquement que sa prière serait exaucée.

## Agronome
Pressé par le besoin de nourrir les jeunes accueillies à Notre-Dame du Refuge et au Grand Paradis, l'abbé Cestac cherche d'abord à exploiter au mieux les terres dont il dispose. Après l'urgence, la perspective s'élargit : en travaillant à l'essor de l'agriculture, l'abbé Cestac a conscience de coopérer aux intérêts de la région. Il fait de Notre-Dame du Refuge un lieu d’expérimentation et d’innovation pour une agriculture plus prometteuse.
Élu président du comice agricole de Bayonne en 1857, le fondateur de Notre-Dame du Refuge est décoré en 1865 de la Légion d'honneur par Napoléon III, pour son action sociale et agricole. Il meurt en 1868.
Le tombeau du bienheureux Louis-Édouard Cestac se trouve à Notre-Dame du Refuge à Anglet.

## Béatification
Le 7 avril 1908, le Pape Pie X signe le décret d'introduction de la cause de l'abbé Cestac. Cette étape lui confère le titre de « serviteur de Dieu ».
Le 13 novembre 1976, le Pape Paul VI promulgue le décret d'héroïcité des vertus qui lui donne le titre de vénérable.
Le 13 juin 2014, le Pape François promulgue un décret lui attribuant un miracle. Cette reconnaissance permet la béatification.
Louis-Édouard Cestac est béatifié à la cathédrale de Bayonne le 31 mai 2015 par le cardinal Amato en présence de l'ordinaire du diocèse, Mgr Marc Aillet, et d'une dizaine d'autres évêques. Sa fête est fixée au 27 mars selon le Martyrologe romain,.

## Citations
- « Ma vie s'est passée au milieu des pauvres et des petits. Je les aime et je sens tout ce qu'on leur doit d'intérêt et d'amour… » (au Prince Président, le 5 janvier 1852)
- « La semence qui germe du jour au lendemain n'a qu'une durée de quelques jours ; celle qui semble dormir des années dans la terre produit des arbres qui traversent des siècles. » (29 septembre 1856)
- « (L'enfant) est comme une plante précieuse qui doit un jour porter de grands fruits, mais qu'il faut développer par une culture sage, intelligente et suivie. » (10 février 1867)
- Aux sœurs institutrices : « Dans vos classes, chacune de ces chères petites, assises sur vos bancs, renferme tout un avenir et quelquefois un grand avenir. » (10 février 1867)
- « Vous avez dans le ciel une mère qui vous aime. Y pensez-vous ? L'aimez-vous ? »
- « Un père, une mère, des frères, des sœurs, l'ensemble d'une parenté qui vous environne, exercent une influence secrète mais puissante, qui touche au fond de l'existence morale... » (20 avril 1847)
- « Dieu nous a donné une mère et lui a confié tous nos intérêts. »
- « Les discussions, quand elles se font avec l'excellent ton d'urbanité et les égards que les divers membres auront toujours les uns pour les autres, seront d'une grande utilité, car c'est du choc des opinions que souvent jaillit la lumière. » (À un membre du comice agricole, 12 avril 1857)
- « De tous les liens qui retiennent les jeunes personnes dans le devoir, les plus forts, les plus puissants, sont ceux de la famille. » (20 avril 1847)

## Galerie

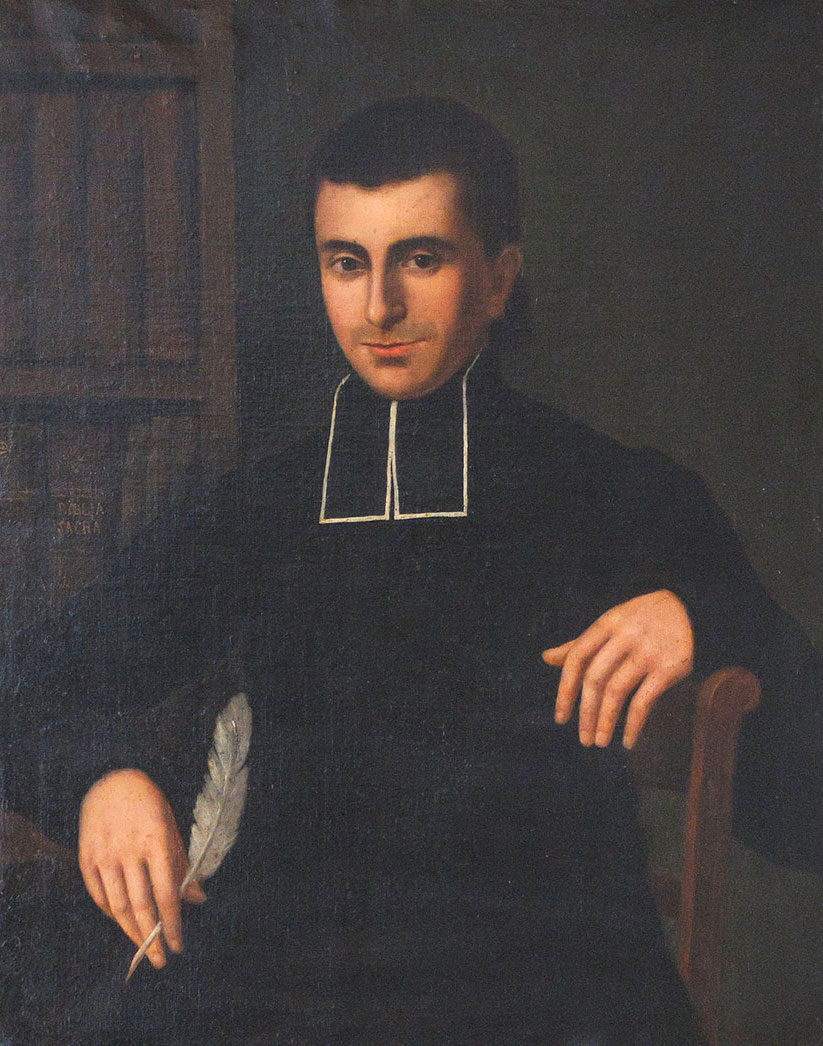
Tableau de famille de Louis-Édouard Cestac jeune.
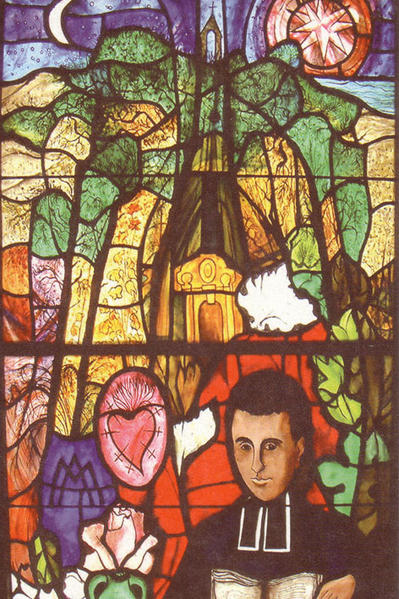
Vitrail du couvent Saint-Bernard représentant le Louis-Édouard Cestac.
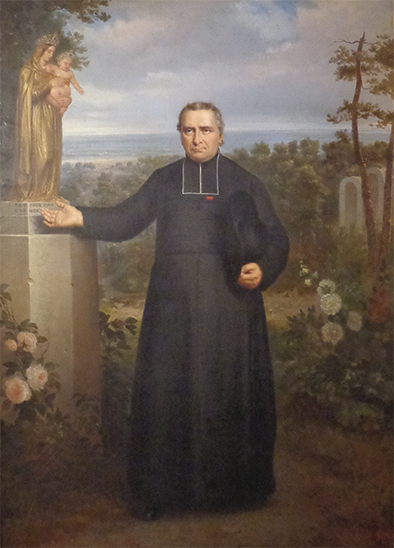
Louis-Édouard Cestac représenté en 1868 par Hélène Feillet.
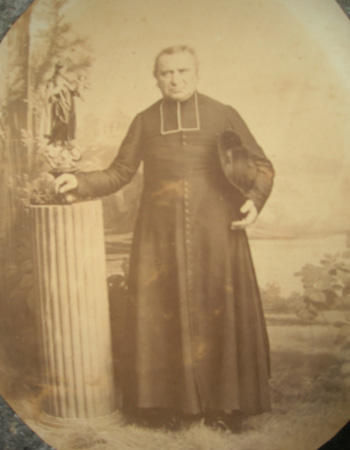
Photographie non datée de Louis-Édouard Cestac.
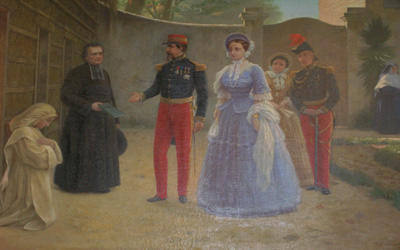
La visite du couple impérial à la Solitude de Saint-Bernard le 17 août 1854.
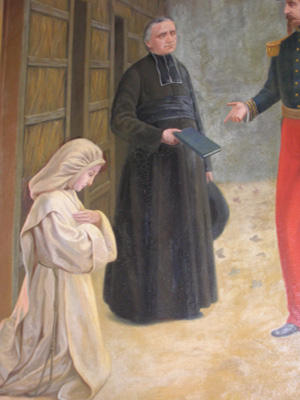
Aux côtés de Louis-Édouard Cestac, un bernardine accueille le couple impérial.
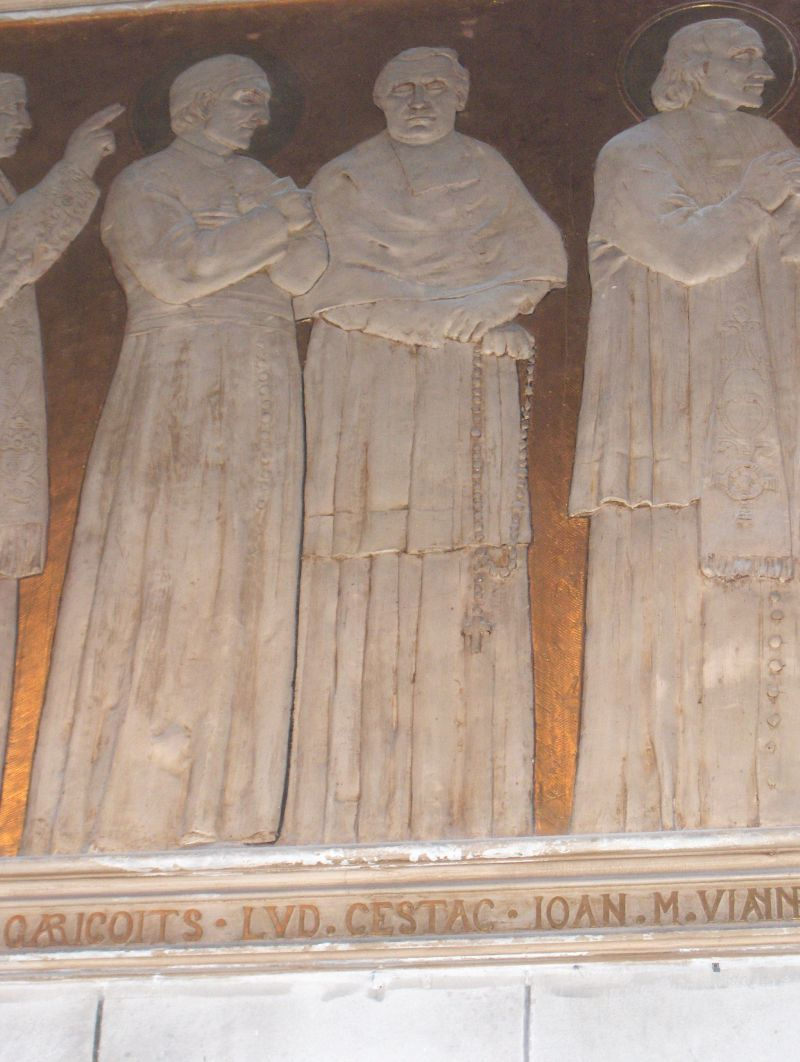
Représentation de Louis-Édouard Cestac dans un bas-relief de l'église Sainte-Eugénie de Biarritz.
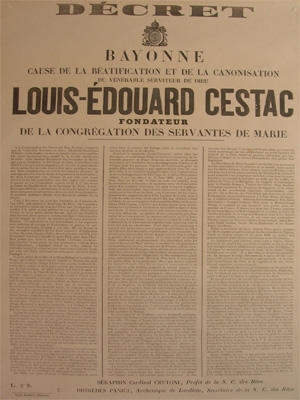
Décret d'introduction de la cause de Louis-Édouard Cestac.
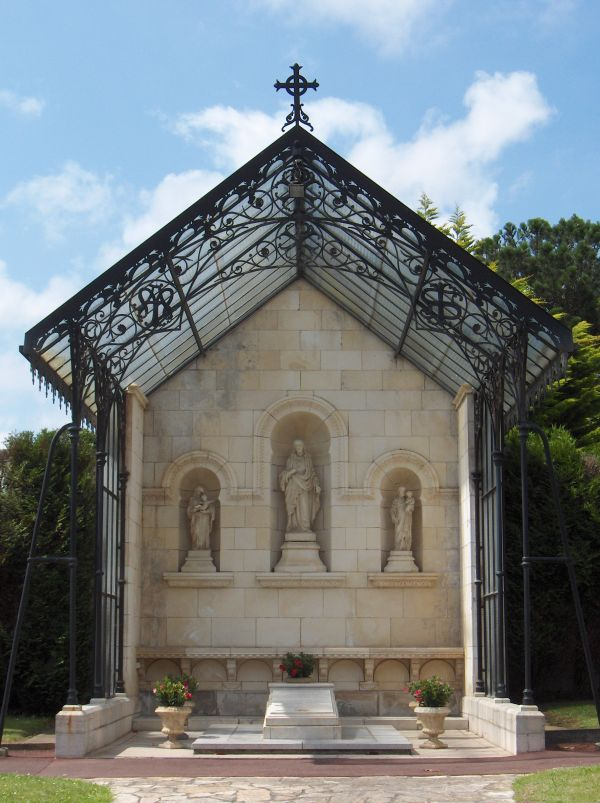
La tombe de Louis-Édouard Cestac à Notre-Dame du Refuge.
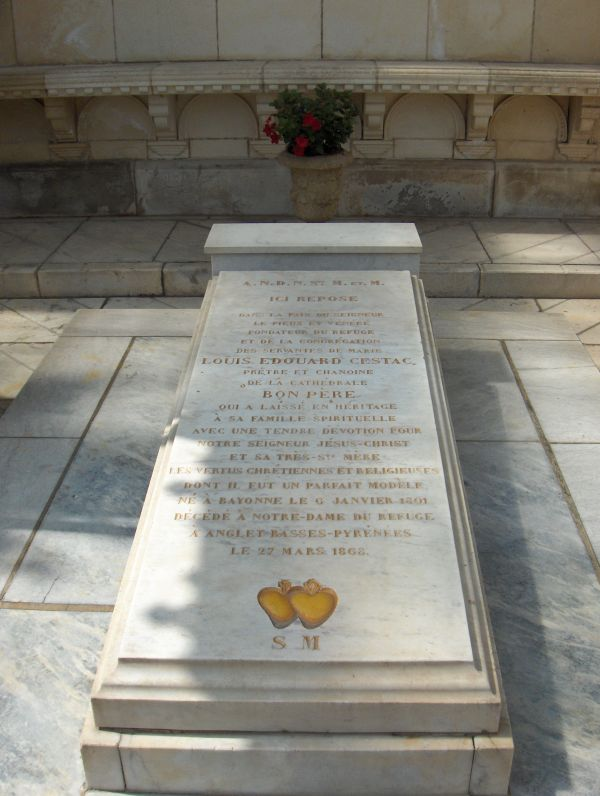
Gros plan de la tombe de Louis-Édouard Cestac à Notre-Dame du Refuge.